# IC 320
IC 320 ist eine Balken-Spiralgalaxie vom Hubble-Typ SBab im Sternbild Perseus am Nordsternhimmel. Sie ist schätzungsweise 317 Millionen Lichtjahre von der Milchstraße entfernt und hat einen Durchmesser von etwa 110.000 Lichtjahren. Die Galaxie ist Mitglied des Perseus-Galaxienhaufens Abell 426.
Das Objekt wurde am 14. September 1888 vom US-amerikanischen Astronomen Lewis Swift entdeckt.